# غراب استرالیایی
غراب استرالیایی(نام علمی: Corvus coronoides) نام یک گونه از سرده کلاغ است.